# Parnapa
Parnapa is een bestuurslaag in het regentschap Humbang Hasundutan van de provincie Noord-Sumatra, Indonesië. Parnapa telt 549 inwoners (volkstelling 2010).